# Ozero Sosna (sjö i Belarus, Vitsebsks voblast, lat 55,35, long 30,07)
Ozero Sosna (ryska: Озеро Сосна) är en sjö i Belarus.   Den ligger i voblasten Vitsebsks voblast, i den nordöstra delen av landet, 230 km nordost om huvudstaden Minsk. Ozero Sosna ligger 159 meter över havet. Arean är 0,75 kvadratkilometer. Den sträcker sig 1,4 kilometer i nord-sydlig riktning, och 1,1 kilometer i öst-västlig riktning.
Omgivningarna runt Ozero Sosna är en mosaik av jordbruksmark och naturlig växtlighet. Runt Ozero Sosna är det ganska tätbefolkat, med 139 invånare per kvadratkilometer.